# EHF Champions League 2019/20
An der EHF Champions League 2019/20 nahmen 28 Handball-Vereinsmannschaften teil, die sich in der vorangegangenen Saison in ihren Heimatligen für den Wettbewerb qualifiziert hatten. Titelverteidiger war RK Vardar Skopje.

## Modus
Gruppenphase: Es gab vier Gruppen, die in zwei Leistungsgruppen eingeteilt wurden. In jeder Gruppe spielte jeder gegen jeden ein Hin- und Rückspiel aus. In den Gruppe A und B spielten die 16 als besonders leistungsstark eingeteilten Teams, von denen 5 Mannschaften pro Gruppe das Achtelfinale erreichen sollten; die jeweiligen Gruppensieger sollten direkt ins Viertelfinale kommen.
In den Gruppen C und D waren die restlichen zwölf Teams und die zwei Sieger der Qualifikation. Die beiden Erst- und Zweitplatzierten sollten in einer K.-o.-Runde die Plätze für das Achtelfinale ausspielen.
Achtel- und Viertelfinale::  Wegen der COVID-19-Pandemie wurden Achtel- und Viertelfinale nicht ausgetragen. Die beiden Gruppenersten der Gruppen A und B zogen direkt ins Halbfinale des Final Four ein.
Final Four: Zum 10. Mal gab es ein Final-Four-Turnier. Das Halbfinale wurde im K.-o.-System gespielt. Die Gewinner der beiden Partien zogen in das Finale ein, die Verlierer bestritten das Spiel um den dritten Platz. Es wurde pro Halbfinale nur ein Spiel ausgetragen. Auch das Finale und das Spiel um Platz 3 wurden im einfachen Modus ausgespielt.

## Gruppenphase

### Gruppe A
| Pl. | Mannschaft             | Sp. | S  | U | N  | Tore      | Diff. | Punkte  |
| --- | ---------------------- | --- | -- | - | -- | --------- | ----- | ------- |
| 1.  | FC Barcelona           | 14  | 13 | 0 | 1  | 0485:3800 | +105  | 026:20  |
| 2.  | Paris Saint-Germain    | 14  | 11 | 0 | 3  | 0444:3890 | +55   | 022:60  |
| 3.  | SC Szeged              | 14  | 9  | 2 | 3  | 0409:3700 | +39   | 020:80  |
| 4.  | Aalborg Håndbold       | 14  | 7  | 1 | 6  | 0416:4200 | −4    | 015:130 |
| 5.  | SG Flensburg-Handewitt | 14  | 7  | 1 | 6  | 0388:3790 | +9    | 015:130 |
| 6.  | RK Celje               | 14  | 3  | 0 | 11 | 0355:4290 | −74   | 06:220  |
| 7.  | RK Zagreb              | 14  | 2  | 1 | 11 | 0343:4190 | −76   | 05:230  |
| 8.  | Elverum Håndball       | 14  | 1  | 1 | 12 | 0365:4190 | −54   | 03:250  |

### Gruppe B
| Pl. | Mannschaft              | Sp. | S  | U | N  | Tore      | Diff. | Punkte  |
| --- | ----------------------- | --- | -- | - | -- | --------- | ----- | ------- |
| 1.  | THW Kiel                | 14  | 9  | 2 | 3  | 0437:3980 | +39   | 020:80  |
| 2.  | KC Veszprém             | 14  | 10 | 0 | 4  | 0448:3860 | +62   | 020:80  |
| 3.  | Vive Kielce             | 14  | 8  | 2 | 4  | 0421:3890 | +32   | 018:100 |
| 4.  | Montpellier Handball    | 14  | 8  | 1 | 5  | 0386:3750 | +11   | 017:110 |
| 5.  | FC Porto Sofarma        | 14  | 6  | 2 | 6  | 0400:4100 | −10   | 014:140 |
| 6.  | RK Vardar Skopje        | 14  | 5  | 1 | 8  | 0396:4440 | −48   | 011:170 |
| 7.  | Brest GK Meschkow       | 14  | 4  | 0 | 10 | 0401:4310 | −30   | 08:200  |
| 8.  | HK Motor Saporischschja | 14  | 1  | 2 | 11 | 0406:4620 | −56   | 04:240  |

Wegen der COVID-19-Pandemie wurden die geplanten Achtel- und Viertelfinalspiele abgesagt. Als Teilnehmer für das Final Four wurden die Erst- und Zweitplatzierten der Gruppen A und B bestimmt.

## Final Four
Das Final Four wurde erst in der folgenden Spielzeit, im Dezember 2020, ausgetragen. Wie in den Jahren zuvor fand es in der Kölner Lanxess Arena statt. Wegen der COVID-19-Pandemie waren keine Zuschauer zugelassen.

### Halbfinale
| Mannschaft 1 | Ergebnis                   | Mannschaft 2        | Datum und Zeit               |
| ------------ | -------------------------- | ------------------- | ---------------------------- |
| FC Barcelona | 37:32 (18:14)              | Paris Saint-Germain | 28. Dezember 2020, 18:00 Uhr |
| THW Kiel     | 36:35 n. V. (29:29, 18:13) | KC Veszprém         | 28. Dezember 2020, 20:30 Uhr |

### Kleines Finale
| Mannschaft 1 | Ergebnis      | Mannschaft 2        | Datum und Zeit               |
| ------------ | ------------- | ------------------- | ---------------------------- |
| KC Veszprém  | 26:31 (11:14) | Paris Saint-Germain | 29. Dezember 2020, 18:00 Uhr |

### Finale
| Mannschaft 1 | Ergebnis      | Mannschaft 2 | Datum und Zeit               |
| ------------ | ------------- | ------------ | ---------------------------- |
| THW Kiel     | 33:28 (19:16) | FC Barcelona | 29. Dezember 2020, 20:30 Uhr |